# Faton Cahen
Pour les articles homonymes, voir Cahen.
François Cahen, dit « Faton Cahen », né le 24 juillet 1944 à Coulommiers et mort le 13 juillet 2011 à Ivry-sur-Seine, est un pianiste français de jazz.
Il a participé à Magma, le célèbre groupe des années 1970 qui a bousculé nombre de conventions musicales, avant de former Zao puis de mener une carrière prolifique en solo et en formations diverses. Il a également écrit plusieurs musiques de film pour Philippe Garrel.

## Biographie
Né d’une mère professeur de musique et d’un père médecin et pianiste amateur, petit-fils du chef d’orchestre de l’harmonie de Montmartre, le jeune Faton Cahen semble prédestiné à une carrière musicale. À 5 ans, il commence à étudier le piano classique. La découverte du jazz à travers un album du pianiste américain Thelonious Monk change le cours de sa vie : désormais, il va se consacrer au jazz. À l’exception de trois mois de cours avec Bud Powell, il pratique le jazz en autodidacte dans diverses formations nourries des influences du be-bop, de Miles Davis et de John Coltrane. Surnommé « Faton » par sa mère, c’est ce diminutif qu’il gardera comme prénom de scène.
En 1969, Faton Cahen rencontre Christian Vander qui l’invite à rejoindre Magma. Il partagera durant trois ans, en tant que pianiste et compositeur, la vie du groupe. En 1972, il quitte Magma, suivi par le saxophoniste Yochk’o Seffer avec qui il fonde le groupe Zao pour renouer avec l’improvisation, par opposition à la musique entièrement écrite de Magma. Après quatre albums, Yochk’o Seffer quitte Zao pour fonder Neffesh Music et laisse Faton écrire et produire seul l’album Typhareth sur lequel il confie la batterie à Manu Katché, alors tout jeune batteur.
Parallèlement, Faton se produit seul au piano et, dans les années qui suivent, plusieurs albums de compositions personnelles en piano solo verront le jour. En 1978, paraît un album en duo avec Didier Lockwood et, en 1979, sa rencontre avec Miroslav Vitouš donnera lieu à l’enregistrement de l’album Great Winds en compagnie du percussionniste Michel Seguin. Le batteur Jack DeJohnette officie sur plusieurs morceaux. Faton tourne avec ces trois musiciens au Canada, à New York et à Paris.
Dans les années 1980-1990, Faton retrouve Yochk’o Seffer avec lequel il fonde Ethnic Duo. Puis il crée le groupe Complot avec le guitariste chanteur Colin Swinburne et le batteur Michel Zadeh, avant de s'associer avec Didier Malherbe en partance de Gong pour monter Faton-Bloom dont la rythmique est composée de Pierre Moerlen et Rémy Sarrazin; ils joueront au Théâtre des Déchargeurs avec cette formation, et sortiront un album. Ce sera pourtant Eric Bedoucha qui sera présent sur celui-ci, enregistré au studio Sextan, et assurera les concerts suivants. Il enregistre ensuite Couleur Rubis, avec le batteur Pip Pyle (ex-Gong) et le bassiste Étienne Callac.
Paris 2000 et Colibri suivent au début des années 2000. En 2003, nouvelles retrouvailles avec Yochk'o Seffer pour reconstituer Zao (deux tournées au Japon en 2004 et 2005, organisées par Hiroshi Masuda de Poseidon Production à Tokyo et un cd live : Zao in Tokyo). En 2005, Faton et Yochk'o enregistrent chez Cristal Records l’album Zao Family avec Mino Cinelu comme percussionniste.
Faton Cahen a également écrit plusieurs musiques de film pour Philippe Garrel, Idrissa Ouedraogo, Raymond Depardon, Laurence Ferreira Barbosa et Damian Pettigrew.
Il meurt brutalement alors qu'il allait donner un concert le soir même et que son dernier album en quintet (Amalgma) ainsi qu'un DVD (Live à Forges-les-Eaux) étaient en cours de fabrication.
Il est inhumé au cimetière de Mortcerf, en Seine-et-Marne.
Faton Cahen laisse une trentaine d'albums qui ont émaillé une carrière longue de quarante ans.

## Discographie (sélection)
- 1975 : Piano Concerts
- 1978 : Thank you friends (avec Didier Lockwood)
- 1978 : Tendre piano solo
- 1979 : Great Winds
- 1980 : Ethnic Duo (avec Yochk'o Seffer)
- 1983 : Complot
- 1986 : Faton-Bloom (avec Didier Malherbe)
- 1986 : Piano Rêves
- 1989 : Couleur Rubis
- 1996 : Calme dans les étoiles
- 1997 : Faton pour danser et rêver
- 1998 : Calme dans les étoiles : piano solo (livret avec 13 dessins originaux de Moebius)
- 2000 : La fièvre monte (en quintet)
- 2000 : Paris 2000
- 2003 : Colibri
- 2008 : Ethnic3 (avec Yochk'o Seffer et François Causse)
- 2009 : Cœur à corps
- 2010 : Ethnic Duo au Chêne Noir à Avignon (1980) (avec Yochk'o Seffer)
- 2011 : Amalgama (Faton Cahen Quintet)

### Avec Zao
- 1973 : Z=7L
- 1974 : Osiris
- 1975 : Shekina
- 1976 : Kawana
- 1977 : Typhareth
- 1994 : Akhenaton
- 2004 : Live ! (1976)
- 2006 : Zao Family (Faton Cahen / Yochk’o Seffer Septet)
- 2007 : In Tokyo
- 2008 : Ethnic-3 Live

### Avec Magma
- 1970 : Kobaïa
- 1971 : 1001° centigrades
- 1972 : The Unnamables (groupe : Univeria Zekt comprenant des musiciens de Magma)
- 1976 : Inédits
- 1996 : Concert 1971, Bruxelles : Théâtre 140